# Transferrin

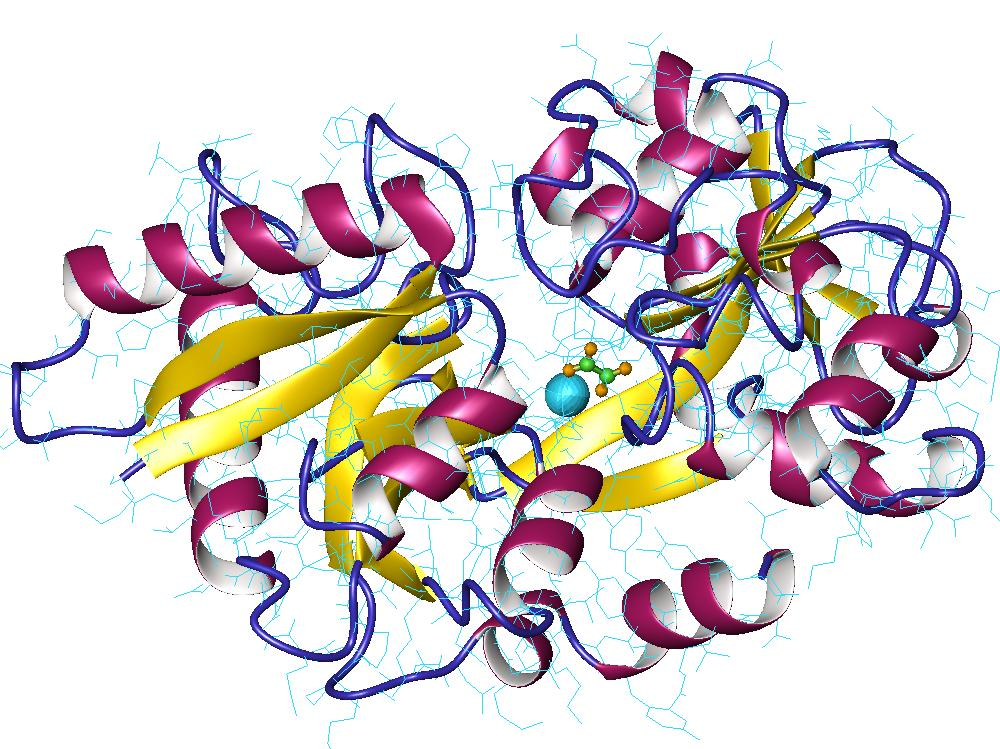
Transferrin.

Transferrin är ett transportglobulin som bildar komplex med och transporterar järn i blodplasman. Järn transporteras bland annat mellan mjälten där erytrocyter fagocyteras och järn frisläpps, till den röda benmärgen där erytrocyter nybildas. Ungefär 0,1 % av kroppens järn finns bundet i transferrinkomplex. Koncentrationen av transferrin i blodet är förhöjd vid järnbrist (anemi) men fler tester måste göras tillsammans med transferrinbestämning eftersom koncentrationen av transferrin påverkas av många olika faktorer.

## Diagnostik
Högt transferrinvärde beror oftast på järnbrist, men kan också orsakas av östrogentillförsel eller graviditet utan samtidig järnbrist.
Orsaker till lågt värde inkluderar inflammation, järnöverskott, sekundär anemi, leverskada, talassemi och atransferrinemi (ovanlig genetisk defekt).